# Midob
Le midob est une langue nubienne parlée dans l’État du Darfour du Nord au Soudan.